# Kruishoutem
Kruishoutem, ou Cruyshautem en français, est une ancienne commune néerlandophone de Belgique située en Région flamande, dans la province de Flandre-Orientale, et une section de la commune de Kruisem. Le 1er janvier 1977 la nouvelle commune fusionnée comprenait les anciennes communes de Kruishoutem, Wannegem-Lede, Nokere et le hameau de Lozer. Le 1er janvier 2019, cette commune fusionne avec Zingem pour former la nouvelle commune de Kruisem.

## Histoire
Cruyshautem a été dans le passé une seigneurie, située dans la châtellenie d'Audenarde, possédant toute la justice seigneuriale (basse, moyenne et haute justice), s'étendant sur plusieurs villages dont relevaient 200 arrière-fiefs et donnant à son possesseur le droit de se qualifier de premier haut-pointre héréditaire de la haute et basse châtellenie d'Audenarde. La seigneurie a d'abord été élevée au niveau de baronnie. En septembre 1670, sont données à Saint-Germain-en-Laye des lettres érigeant en comté, donnant au détenteur le titre de comte, de la terre et baronnie de Cruyshautem. Le bénéficiaire est Philippe-François de Jauche de Mastaing (Famille de Jauche), baron de Cruyshautem, seigneur d'Aysterne, Helleme, Mureyeur, etc., dont la famille est fort illustre , alliée avec les grandes maisons de Flandre, Hainaut, etc., et reconnue comme noble et reçue de ce fait dans les chapitres nobles.
Les lettres de 1670 autorisent également la tenue d'une foire annuelle dans le comté au mois de juin.
La famille de Jauche a fait à cette époque reconstruire le Château de Kruishoutem ou d'Aaishove.

## Sections de la commune fusionnée (1977-2018)
Outre le centre de Cruyshautem et le hameau Marolle, Cruyshautem comprenait également les sections de Lozer, de Nokere et de Wannegem-Lede. Wannegem-Lede elle-même comprend le village Wannegem à l'ouest et le village Lede à l'est. Lozer n'a jamais été une commune mais faisait partie de la commune de Huise-Lozer.
| # | Section       | Superf. (km²) | Habitants (2020) | Habitants par km² | Code INS Depuis 2019 | Code INS Avant 2019 |
| - | ------------- | ------------- | ---------------- | ----------------- | -------------------- | ------------------- |
| 1 | Kruishoutem   | 27,25         | 5.373            | 197               | 45068A               | 45017A              |
| 2 | Lozer         | 7,19          | 1.304            | 181               | 45068B               | 45017B              |
| 3 | Wannegem-Lede | 5,86          | 698              | 119               | 45068C               | 45017C              |
| 4 | Nokere        | 6,97          | 776              | 111               | 45068D               | 45017D              |

## Démographie

### Évolution démographique: Avant la fusion des communes
- Sources : INS, Rem. : 1831 jusqu'en 1970 = recensements, 1976 = nombre d'habitants au 31 décembre[5].

## Patrimoine
- Église néogothique Saint-Eloi (Sint-Eligius) (1855) ; orgue de Pieter Van Peteghem[6]
- Château d'Aaishove ou de Kruishoutem[7]
- Château d'Herlegem et moulin de Herlegem[8]
- Château della Faille d'Huysse, ou château d'Huysse ou d'Huise, ou château de Lozer ou Lozère, à Lozer, section de Kruishoutem
- Château de Wannegem-Lede
- Église Saint-Gabriël (1925)[9]
- Fondation Veranneman (Stichting Veranneman) (1973), musée d'art contemporain situé en pleine campagne. Neveu du peintre Constant Permeke, Emiel Veranneman (Courtrai, 1924 † Kruishoutem, 2003) est galériste et collectionneur. Élève à l'école de la Cambre, puis architecte d'intérieur et designer ; on lui doit notamment la décoration du Palais des Congrès de Bruxelles avec Paul Delvaux, du pavillon belge de l'Exposition universelle d'Osaka (1970) et de la Fondation Vasarely à Aix-en-Provence.

## Hommes célèbres nés ou liés à Kruishoutem
- Charles Louis Spilthoorn (Spilthooren), né le 12 octobre 1804 à Kruishoutem et mort le 12 septembre 1872 à Bruxelles.
- Mgr Henry Gabriëls, né à Wannegem-Lede le 6 octobre 1838, professeur et recteur du Séminaire Saint Joseph à Troy, New York[10], puis évêque d'Ogdensburg, New York. Il y décède le 23 avril 1921[11]. Fondateur du sanatorium et de la ville qui portent son nom[12].
- Adolf Daens, vicaire à Kruishoutem de 1878 à 1879, homme politique.
- Paul Tant, homme politique belge flamand né le 4 avril 1945 à Kruishoutem et mort le 1er mars 2014.
- Thorgan Hazard, footballeur, y habite[13].

## Jumelages
- Attert (Belgique) depuis le 30 avril 2004